# (13633) Ivens
(13633) Ivens (1995 WW17) – planetoida z pasa głównego asteroid okrążająca Słońce w ciągu 3,17 lat w średniej odległości 2,16 j.a. Odkryta 17 listopada 1995 roku.